# 都灵国家档案馆
都灵国家档案馆（Archivio di Stato di Torino）位于意大利都灵的城堡广场（Piazza Castello），它不仅保存关于皮埃蒙特历史、意大利历史乃至欧洲历史的大量丰富的档案文件，而且这座巴洛克建筑也具有相当的重要性，它是由建筑师菲利波·朱瓦拉（Filippo Juvara）设计和建造于1731年至1733年，以满足绝对君主主义的行政集中化的需要，并且是目前欧洲已知的唯一一座从一开始就为档案使用而建造的建筑。1997年被联合国教科文组织列为世界遗产薩伏依王室居所的一部分。

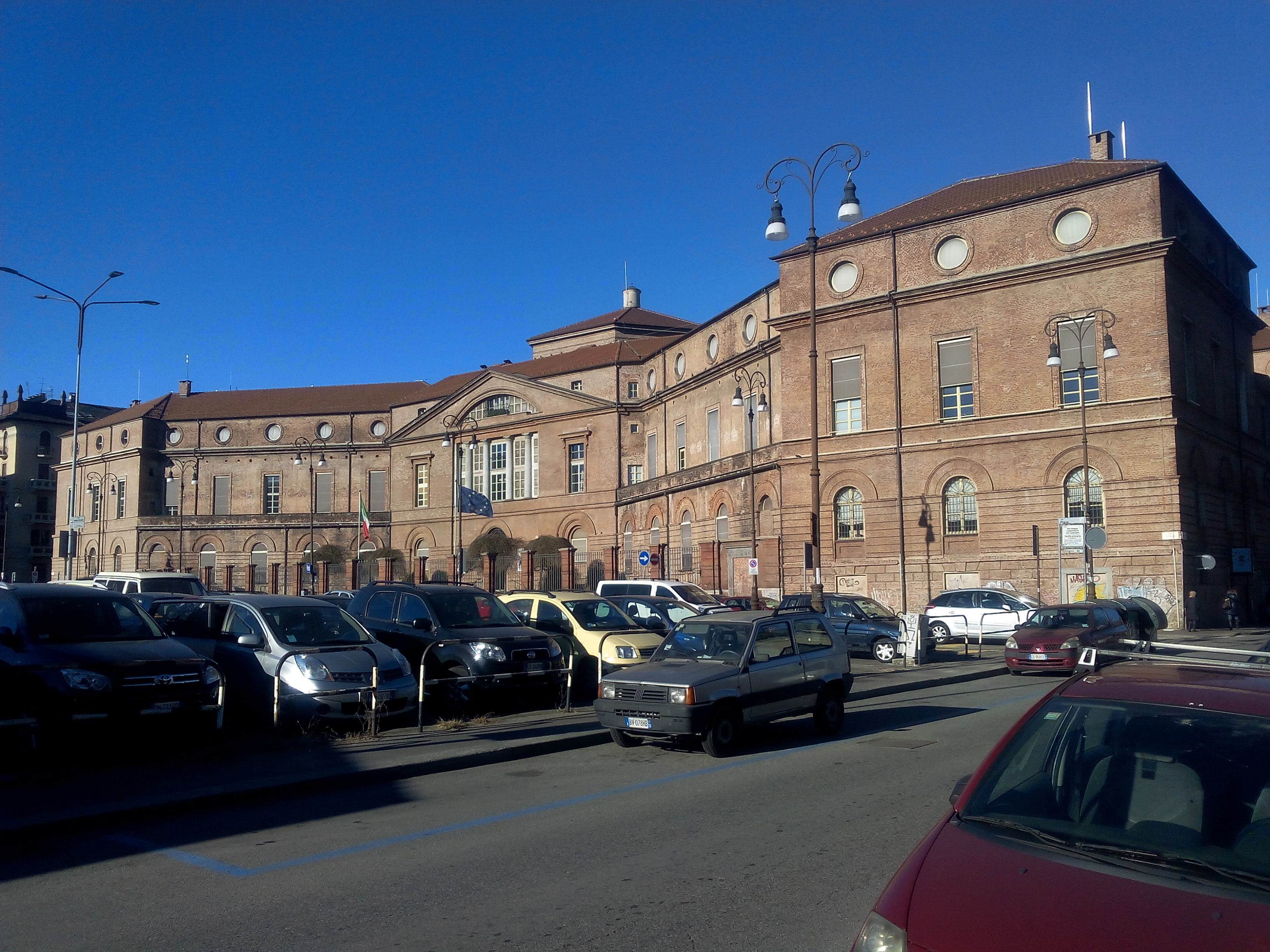

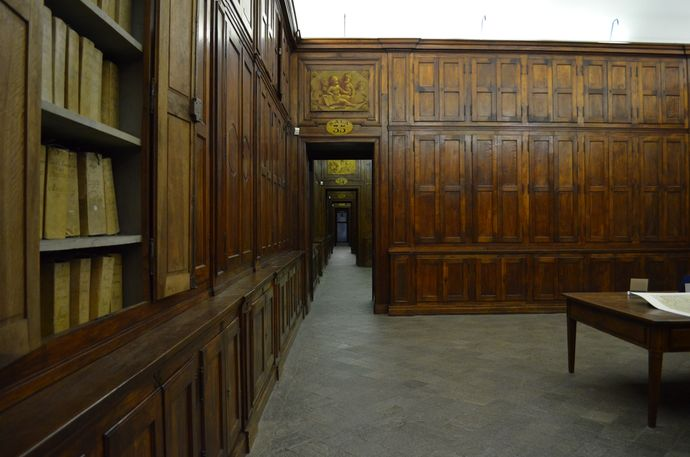